# Arsaber
Arsaber, en grec antic Ἀρσαβήρ, de l'armeni Arshavir, va ser un noble de l'Imperi Romà d'Orient que va intentar sense èxit apoderar-se del tron imperial l'any 808.

## Biografia
Arsaber era un alt funcionari d'origen armeni que tenia el rang de patrici. Va exercir de κοιαίστωρ/κυαίστωρ τοῦ ἱεροῦ παλατίου (qüestor del Palau sagrat) amb l'emperador Nicèfor I. El febrer del 808 va ser el cap d'una conspiració de la que també hi formaven part diversos alts dignataris eclesiàstics. No se saben prou bé les raons exactes d'aquesta aliança inusual entre funcionaris i membres del clergat. Podria reflectir les tensions dins l'elit romana d'Orient davant les mesures fiscals rigoroses de Nicèfor. A més, la seva política religiosa i la promoció de Nicèfor I de Constantinoble com a patriarca de Constantinoble quan només era un laic va disgustar a l'Església. De qualsevol manera, es va descobrir la conspiració i els participants van arrestats, castigats i se'ls van requisar les seves propietats abans d'enviar-los a l'exili. Arsaber va se tonsurat i exiliat a un monestir de Bitínia. La seva filla, Teodòsia, estava casada amb el futur emperador Lleó V l'Armeni, que havia estat durant un temps el favorit de l'emperador Nicèfor abans de ser exiliat, probablement pels seus vincles amb Arsaber.